# Presidenti del Gabon
Di seguito una lista dei Presidenti del Gabon dal 1960, anno di indipendenza dalla Francia.

## Lista
| Presidente | Presidente                                    | Presidente                            | Partito                                                                       | Elezione                                 | Mandato         | Mandato              |
| Presidente | Presidente                                    | Presidente                            | Partito                                                                       | Elezione                                 | Inizio          | Fine                 |
| ---------- | --------------------------------------------- | ------------------------------------- | ----------------------------------------------------------------------------- | ---------------------------------------- | --------------- | -------------------- |
|            |                                               | Léon M'ba                             | BDG                                                                           | 1961                                     | 17 agosto 1960  | 27 novembre 1967 (†) |
|            |                                               | Albert-Bernard Bongo                  | BDG                                                                           | 1967, 1973, 1979, 1986, 1993, 1998, 2005 | 2 dicembre 1967 | 8 giugno 2009 (†)    |
| PDG        |                                               | Albert-Bernard Bongo                  |                                                                               | 1967, 1973, 1979, 1986, 1993, 1998, 2005 | 2 dicembre 1967 | 8 giugno 2009 (†)    |
|            |                                               | Didjob Divungi Di Ndinge (ad interim) | ADERE                                                                         | -                                        | 6 maggio 2009   | 10 giugno 2009       |
|            |                                               | Rose Francine Rogombé (ad interim)    | PDG                                                                           | -                                        | 10 giugno 2009  | 16 ottobre 2009      |
|            |                                               | Ali Bongo Ondimba                     | PDG                                                                           | 2009, 2016, 2023                         | 16 ottobre 2009 | 30 agosto 2023       |
|            |                                               | Brice Clotaire Oligui Nguema          | Militare Comité pour la transition et la restauration des institutions (CTRI) | Colpo di Stato                           | 30 agosto 2023  | 4 settembre 2023     |
| ad interim | 4 settembre 2023                              | Brice Clotaire Oligui Nguema          | Militare Comité pour la transition et la restauration des institutions (CTRI) | 3 maggio 2025                            |                 |                      |
|            | Indipendente (Raggruppamento dei Costruttori) | Brice Clotaire Oligui Nguema          | 2025                                                                          | 3 maggio 2025                            | in carica       |                      |